# Barleria albomarginata
Barleria albomarginata är en akantusväxtart som beskrevs av Hedren. Barleria albomarginata ingår i släktet Barleria och familjen akantusväxter. Inga underarter finns listade i Catalogue of Life.